# Злодії (фільм, 2019)
Злодії — американська чорна комедія жахів 2019 року, сценаристів і режисерів Дена Берка та Роберта Олсена. У головних ролях зіграли: Білл Скашгорд, Майка Монро, Блейк Баумгартнер, Джеффрі Донован та Кіра Седжвік.
Світова прем'єра фільму відбулася на щорічному фестивалі South by Southwest 9 березня 2019 року. Фільм вийшов у США 20 вересня 2019 року, дистриб'ютор — компанія Gunpowder & Sky.

## Сюжет
Міккі та Джулі — закохана пара, яка мріє відпочивати на сонячних пляжах Флориди, але гостро потребує грошей. Разом у масках тварин вони зухвало грабують магазин і поспішають утекти з міста. Під час втечі лісом у їхньої машини закінчується бензин. Джулі бачить поштову скриньку та великий будинок удалині. У гаражі вони знаходять автомобіль, але будинок виглядає порожнім. Зламавши вхідні двері, спільники спускаються в підвал, шукаючи каністру з паливом, і виявляють маленьку дівчинку, брудну й німу, прикуту до колони.
Вони повертаються нагору, щоб знайти спосіб звільнити дівчинку, але зустрічають здивованих домовласників Джорджа, Глорію та їхнього маленького сина Ітана. Джордж та Глорія спокійно пропонують гроші, але Джулі непохитна. Вона питає, чому в підвалі перебуває маленька дівчинка. Джордж пояснює, що вона порушила дисципліну, тому прикута тут для виховання. Міккі погрожує їм пістолетом, але Джордж розряджає напругу й переконує спокійно присісти та поговорити. Міккі далі тримає пістолет під прицілом, але Джордж спокійно пропонує їм можливість просто взяти їхню машину та поїхати, заявляючи, що він з набагато меншою ймовірністю викличе поліцію через втрату авто, ніж якби вони викрали Свитіпай. Міккі відхиляє їхню пропозицію та підтримує вимогу Джулі звільнити дівчину, змушуючи Джорджа під погрозою пістолета відімкнути її.
Звільнившись від ланцюгів, Міккі намагається вмовити Свитіпай вийти на свободу, але вона кусає його за руку. Джордж втрачає свідомість, а Глорія стримує Джулі. Міккі прокидається прив'язаним до ліжка, а Глорія танцює перед ним у спідній білизні, але вона засмучена, коли він не відповідає взаємністю. Наступного разу, коли Глорія приходить до нього, Міккі вибачається. Він спокушає її і переконує зняти з нього наручники, а потім відштовхує її та тікає. Під час побігу він відскакує через постріл. Джордж знову стріляє, влучаючи йому в ногу, і зв'язує хлопця в підвалі із Джулі. Міккі розуміє, що він може використати кільце на язиці Джулі, щоб зламати замки на їхніх наручниках, і, вирвавши його, він знімає з неї наручники. Джулі також намагається вирвати замок на манжеті Міккі, але ламає кільце і змушена сама йти по допомогу. Свитіпай показує їм пральну для білизни, щоб через неї втекти.
Джордж розуміє, що Джулі втекла, і б'є Міккі, аби вибити з нього інформацію. Міккі бреше й каже Джорджу, що Джулі уже вийшла з дому й чекає, поки Міккі приєднається до неї на місці зустрічі, і вона піде до поліції, якщо він не з'явиться через годину, тож Джордж погоджується відпустити Міккі. Джулі ховається в дитячій кімнаті Ітана нагорі, виявляючи, що він насправді порцелянова лялька, загорнута в ковдру. Дівчина далі випадково чує розмову Міккі та Джорджа внизу, і неправильно розуміє почуті слова, що нібито Джордж збирається вбити Міккі, а не відпустити його. Джулі використовує «Ітана» як важіль, і, виходячи на майданчик, погрожує кинути ляльку, вимагаючи відпустити Міккі. Розлючена Глорія стріляє в неї, внаслідок чого Джулі кидає ляльку, а її керамічна голова розбивається об підлогу.
Полонені сидять приклеєні скотчем за обіднім столом, поки Глорія готує їжу. Джордж пояснює, що Глорія завжди хотіла дитину, але він не міг мати дітей. Тому, вони викрали Свитіпай, щоб та стала їхньою дитиною, але Свитіпай лише нагадала Глорії про дітей, яких вона ніколи не могла мати. Глорія вирішила її вбити, але Джордж запропонував замкнути її в підвалі, проявивши милосердя. Глорія розповідає Жуль, що в дитинстві мати їй подарувала «Ітана» і невдовзі померла. Міккі та Джулі починають відчувати запаморочення, оскільки вони з'їли їжу, знайдену в сумці Джулі. Джордж пояснює, що вони з Глорією дадуть Мікі та Джулі героїну, коли вони втратять свідомість, а потім повідомлять про них як про двох наркоманів, які знепритомніли від передозування під час пограбування. Коли Мікі та Джулі починають втрачати свідомість, поліцейський стукає у двері, щоб повідомити Джорджу, що неподалік помічена машина грабіжників. Офіцер просить увійти й оглянути їх дім, але в їдальні не знаходить Мікі та Джулі, яких Глорія сховала в спальні. Офіцер спускається до підвалу, але його відкликають, перш ніж побачити Свитіпай.
Джулі прокидається від передозування наркотиками, і, побачивши свою сумку біля стіни кімнати, підповзає до неї та нюхає кокаїн. Відновлюючи сили, вона вливає кокаїн у ніздрі Міккі, щоб підбадьорити його та розбудити. Джордж і Глорія повертаються, але бачать, що Джулі та Міккі вже немає в кімнаті та відчинено вікно. Потім власники будинку виходять на вулицю та обшукують територію двору. Утім, Міккі та Джулі ніколи не виходили з дому і лише обманом змусили Джорджа та Глорію подумати, що вони це зробили. За першої нагоди вони схопили Свитіпай та забрали ключі від машини власника будинку. Джордж повертається до того, як вони встигають втекти, і стоїть на воротах зі своїм пістолетом. Міккі попереджає Джулі та Світіпай, щоб вони прихилилися, і їде вперед прямо на Джорджа. Однак той встигає вистрелити, завдавши тому смертельних вогнепальних поранень. Джордж, поранений, але живий, витягує Джулі з машини і намагається задушити її, але Свитіпай хапає пістолет та влучає Джорджу в голову. Глорія виходить побачити свого закривавленого чоловіка і падає біля нього в маніакальній радості, наполягаючи, що він просто відпочиває, і вони збираються піти, щоб почати нове життя. Джулі та Світіпай вирушають пішки і автостопом до Флориди, де починають нове життя.

## У ролях
- Білл Скашгорд — Міккі
- Майка Монро — Джулі
- Блейк Баумгартнер — Свитіпай
- Кіра Седжвік — Глорія
- Джеффрі Донован — Джордж
- Ноа Роббінс — Нік
- Денні Джонсон — офіцер Веллс
- Ніколас Контоманоліс — Сем

## Виробництво
Сценарій Дена Берка та Роберта Олсена для «Злодіїв» був включений до «Чорного списку» 2016 року, щорічного списку непродюсованих сценаріїв, які найбільше сподобалися того року. У березні 2018 року віжюбувся кастинг, у результаті якого кандидатури Білла Скашгорда та Майки Монро були затверджені на головні ролі. Два тижні потому Кіра Седжвік та Джеффрі Донован приєдналися до акторського складу, і того ж тижня в Нью-Йорку почалися основні зйомки. 13 квітня 2018 року Донован опублікував у Твіттері, що він закінчив знімання в Злодіях.

## Реліз
Світова прем'єра фільму відбулася на фестивалі South by Southwest 9 березня 2019 року. Незабаром після цього Gunpowder & Sky придбали права на розповсюдження фільму з наміром випустити його в середині 2019 року. Фільм вийшов на екрани 20 вересня 2019 року

## Реакція
Веб-сайт агрегатора рецензій Rotten Tomatoes повідомляє про рейтинг схвалення на рівні 85 % із середнім балом 7.1/10 на основі 67 відгуків. Консенсус сайту гласить: «На чолі з квартетом сильних виконавців, Злодії пропонують шанувальникам жанру чудовий трилер чорного гумору трилер з різким комічним відтінком».